# Xã Westchester, Quận Porter, Indiana
Xã Westchester (tiếng Anh: Westchester Township) là một xã thuộc quận Porter, tiểu bang Indiana, Hoa Kỳ. Năm 2010, dân số của xã này là 19.396 người.